# 高𣻝
高𣻝（1491年—？），字升之，直隸揚州府江都縣人，匠籍，明朝政治人物。

## 生平
南京户部尚書高銓從子。正德十四年（1519年）己卯科應天府第七十一名舉人。正德十六年（1521年）中式辛巳科會試第三百七名，登第三甲第五十四名進士。授宁波府推官，摄郡事，平定日本贡使之乱。入为户部主事，升员外、郎中，十六年任广东南雄府同知，十八年升顺德府知府，抵任不久，世宗巡幸承天府，路过顺德，由高氵䙴迎驾供奉。升河南按察司副使，治理漕河有功，升俸一级。所著有《南兖州集》、《顺德府志》。

## 家族
曾祖高友直，贈都察院右副都御史；祖父高觀；父高鉞。前母方氏；母楊氏。具慶下。兄演、弟洵、滂。